# Begonia rheifolia
Espèce
Synonymes
- Begonia herveyana var. robusta Ridl.[1]

Begonia rheifolia est une espèce de plantes de la famille des Begoniaceae.
Elle a été décrite en 1929 par Edgar Irmscher (1887-1968).